# Nectria penicillioides
Nectria penicillioides är en svampart som beskrevs av Ranzoni 1956. Nectria penicillioides ingår i släktet Nectria och familjen Nectriaceae.   Inga underarter finns listade i Catalogue of Life.